# Hirling Zsolt
Hirling Zsolt (Budapest, 1984. május 28. –) világ- és Európa-bajnok magyar evezős, a Vác Városi Evezős Club versenyzője. Edzői Rapcsák Károly, Dani Zsolt.

## Sportpályafutása
2002-ben ezüstérmet nyert az ob-n. 2003-ban az ergométeres ob-n volt bronzérmes. A világkupában Varga Tamással könnyűsúlyú kétpárban Milánóban és Münchenben második, Luzernben ötödik volt. A milánói vb-n Vargával hatodikok lettek. Ezzel olimpiai indulási jogot szereztek. 2004-ben ismét harmadik volt az ergométeres ob-n. A világkupában Poznańban negyedik, Luzernben harmadik helyen végeztek. Az ob-n kétpárban és könnyűsúlyú kétpárban lettek bajnokok. Az olimpián könnyűsúlyban ötödik helyezést értek el.
2005-ben harmadik lett az ergométeres bajnokságban. A világkupában Etonban és Luzernben elsők lettek. Az ob-n könnyűsúlyú egypárban és kétpárban is második lett. A világbajnokságon aranyérmesek voltak Vargával. 2006-ban a luzerni vk-versenyen negyedikek lettek. Az ob-n kétpárban nyert bajnokságot. A világbajnokságon a tizedik helyen végeztek. 2007-ben ezüstérmet szerzett az ergométeres bajnokság könnyűsúlyú kategóriájában. A világkupában Linzben ötödikek, Luzernben másodikok voltak. Az ob-n kétpárevezősben lett bajnok. A vb-n Vargával könnyűsúlyban lett hetedik, amivel olimpiai kvótát szerzett. Az Európa-bajnokságon első helyen végeztek. 2008-ban ismét második volt az ergométeres bajnokságban. A világkupában Münchenben, Luzerneben és Poznańban is ötödikek lettek. Az olimpián a 14. helyen végeztek. Az ob-n kétpárban lett első. Az Európa-bajnokságon harmadikok voltak.
Az olimpia után, tanulmányai miatt nem versenyzett. 2010 júliusában, a diplomája megszerzése után, az ob-n indult újra versenyen. Könnyűsúlyú kétpárban, Varga Tamással lett magyar bajnok. 2011-ben Galambos Péterrel smételte meg bajnoki elsőségét. 2012-ben -Vargával- a belgrádi és a müncheni vk-versenyen ötödikek lettek. Májusban Luzernben a pótkvalifikációs versenyen megszerezték az olimpiai kvótát. Az olimpián, a selejtezőben továbbjutó helyen kezdték meg a finist, de végül a negyedik helyen értek a célba. A reményfutamukban másodikok lettek és ezzel az elődöntőbe kerültek, ahol a futamukban ötödik helyen végeztek, így a B-döntőben folytathatták. A B-döntőben ötödikek lettek, ami a 11. helyezést jelentette.

## Díjai, elismerései
- Az év magyar evezőse (2003, 2007)
- Az év legjobb Pest megyei sportolója (2003, 2004)
- Magyar Köztársasági Bronz Érdemkereszt (2004)
- Az év magyar csapata szavazás, harmadik helyezett (2005)